# Oezbeekse Socialistische Sovjetrepubliek
De Oezbeekse Socialistische Sovjetrepubliek (Oezbeeks: Ўзбекистон Совет Социалистик Республикаси, O`zbekiston Sovet Sotsialistik Respublikasi; Russisch: Узбекская Советская Социалистическая Республика, Oezbekskaja Sovjetskaja Sotsialistitsjeskaja Respoeblika) was een van de socialistische sovjetrepublieken van de Sovjet-Unie. Het gebied bestond van 27 oktober 1924 tot 1 september 1991, toen het overging in de onafhankelijke Republiek Oezbekistan.

## Geschiedenis
In 1924, toen de Russische Burgeroorlog in het gebied grotendeels was beëindigd, werden de grenzen van de Sovjetgebieden van Centraal-Azië door Lenins commissaris voor minderheden, Jozef Stalin, vastgesteld langs etnische lijnen. In navolging hiervan werden de Turkestaanse Autonome Socialistische Sovjetrepubliek, de Volksrepubliek Boechara en de Chorasmische Socialistische Sovjetrepubliek opgeheven en onderverdeeld in nieuwe sovjetrepublieken, waarvan de Oezbeekse er een was. Een jaar later werd deze republiek onderdeel van de Sovjet-Unie. De hoofdstad was Samarkand.
Tot 1929 maakte het gebied van de latere Tadzjiekse SSR ook onderdeel van het gebied uit, waarna deze gelijk kwam te staan aan de Oezbeekse SSR. Een jaar later werd de hoofdstad van de Oezbeekse SSR verplaatst van Samarkand naar Tasjkent. In 1936 werd, waarschijnlijk in een poging om de Kazachse Socialistische Sovjetrepubliek minder machtig te doen worden, de Karakalpakse Autonome Socialistische Sovjetrepubliek van daar overgeheveld naar de Oezbeekse SSR. Na de Tweede Wereldoorlog volgden nog vele kleine gebiedswisselingen tussen de Kazachse en Oezbeekse SSR.
In 1928 werd de grote collectivisatie gestart in de Oezbeekse SSR, waarbij al het land over kolchozen en sovchozen werd verdeeld. Deze ontwikkeling liep door tot het einde van de jaren 30. Van 1937 tot 1938 bereikten de Grote Zuiveringen ook de Oezbeekse SSR. Grote delen van het partijkader vonden na beschuldigingen van trotskisme en/of medeplichtigheid aan (soms vermeende) liquidaties van belangrijke communisten, hun einde door executiepelotons van de NKVD. Een prominent proces hierbij was het Proces van de Drieëntwintig.
Tijdens de Tweede Wereldoorlog werden ook veel industrieën vanuit Europees Rusland naar de Oezbeekse SSR verplaatst om ze uit handen van nazi-Duitsland te houden. In het begin van de jaren 60, in navolging van de Maagdelijke gronden campagne, werd ook in de Oezbeekse SSR de katoenproductie opgekrikt. Dit had net als in de Kazachse SSR catastrofale gevolgen. Enorme irrigatieprojecten leidden tot het droogvallen van de Amu Darja en de grote catastrofe rond het voormalige Aralmeer, waardoor nu nog steeds giftige stormen vanuit de Aral Kum door Karakalpakië trekken en enorme erosie is ontstaan.
Aan het eind van de jaren 80, tijdens de glasnost, begonnen steeds meer voortekenen van het einde van de Sovjetrepubliek te komen. In februari 1989 braken anti-Russische onlusten uit in Tasjkent en in juni 1989 tussen Oezbeken en Mescheten.
Op 1 september 1991 liet Islom Karimov de Oezbeekse SSR hernoemen naar de republiek Oezbekistan. Op 26 december 1991 scheidde deze republiek zich af van de Sovjet-Unie en werd onafhankelijk.

## Islam
De islam, de belangrijkste religie voor veel Centraal-Aziatische bevolkingsgroepen, werd gedurende het Sovjetregime met name zwaar onderdrukt. Waren ten tijde van het generaal-gouvernement Turkestan al meerdere passieve beperkende maatregelen doorgevoerd, zoals het terugtrekken van de subsidies voor de madrassas, nu moest de religie helemaal wijken voor het communistische atheïstische ideaal. Onder andere in reactie op de Basmatsjiopstand, werd de islam vanaf 1920 hard onderdrukt. In de jaren 30 door wet- en regelgeving, streng staatstoezicht op de mullahs of de afzetting daarvan, het onteigenen van moskeeën en madrassas (voor antireligieuze musea of als 'monumentale gebouwen') en het herleiden van de opbrengsten van de waqf naar het commissariaat voor onderwijs geprobeerd om de islam te controleren en in te perken in het gebied. Tijdens de Grote Zuiveringen werden verder veel belangrijke Jadids en andere Oezbeekse intelligentsia gearresteerd en geëxecuteerd of naar goelagkampen gestuurd als 'vijanden van het volk'.
Oezbeken die hun islamitische geloof clandestien wilden blijven belijden, kregen hiervoor meer ruimte door verminderde toezicht tijdens de Tweede Wereldoorlog. Het aantal geregistreerde moslims nam verder toe na de Tweede Wereldoorlog. Moslims werden door de Sovjetbestuurders aangeduid als "nationalisten" en waren vaak het slachtoffer van arrestaties en executies. Tijdens de perestrojka leefde de islam weer op en werd de roep om religieuze vrijheid steeds groter. Toen het land eenmaal onafhankelijk werd, begon president Islom Karimov de moslimleiders steeds meer als machtige rivalen te zien en werd het staatstoezicht op de islam verscherpt en onafhankelijke uitoefening van de islam werd door hem verboden, hetgeen nog altijd het geval is.

## Onderwijs
Het onderwijsniveau was een van de beleidsdoelen tijdens de Sovjettijd, met name op het platteland. De alfabetiseringsgraad steeg van bijna niets naar bijna 100% in deze periode.

## Demografie
De 'industriële verhuizingen' uit de Tweede Wereldoorlog werden vergezeld van een grote migratie van Russen, Oekraïners en andere nationaliteiten naar het gebied, waardoor de etnische samenstelling veranderde. Door de gedwongen volksverhuizingen in de Sovjet-Unie kwamen in 1944 tevens grote stromen 'ongewenste verraders' op bevel van Stalin naar het gebied, waaronder veel Koreanen (de zogenaamde Korjo-saram) en Krim-Tataren en kleinere groepen Osseten (ongeveer 8000) en andere kleinere groepen. De Mescheten werden niet aangeduid in de volkstellingen, maar zij behoorden ook tot deze groep. Als gevolg van een deportatie in de jaren 30 uit de regio rond de Zwarte Zee door Stalin en een stroom politieke vluchtelingen uit Griekenland als gevolg van de Griekse Burgeroorlog van 1949, kwamen ook ongeveer 20.000 Grieken naar de Oezbeekse SSR. Het percentage van de volgende groepen bedroeg gedurende ten minste een van de volkstellingen minimaal 0,5%:
| Etniciteit | census 1926       | census 1939       | census 1959       | census 1970                 | census 1979                 | census 1989                 |
| --- | ----------------- | ----------------- | ----------------- | --------------------------- | --------------------------- | --------------------------- |
| Arabieren | 27.977 (0,5%)     | 18.939 (0,3%)     | 5.407 (0,1%)      | 3.425 (<0,1%)               | 2.039 (<0,1%)               | 2.805 (<0,1%)               |
| Azerbeidzjanen | n.b.¹             | 3.645 (0,1%)      | 40.511 (0,5%)     | 40.431 (0,3%)               | 59.779 (0,4%)               | 44.410 (0,2%)               |
| Joden Midden-Azië Joden | 19.611 (0,4%)     | 50.676 (0,8%)     | 94.344 (1,2%)     | 93.322 (0,8,%) 9.415 (0,1%) | 73.920 (0,5%) 25.643 (0,2%) | 65.493 (0,3%) 28.369 (0,1%) |
| Karakalpakken | 26.563 (0,5%)     | 181.420 (2,9%)    | 168.274 (2,1%)    | 230.273 (1,9%)              | 297.788 (1,9%)              | 411.878 (2,1%)              |
| Kazachen | 106.980 (2,0%)    | 305.416 (4,9%)    | 335.267 (4,1%)    | 549.312 (4,6%)              | 620.136 (4,0%)              | 808.227 (4,1%)              |
| Kirgiezen | 90.743 (1,7%)     | 89.044 (1,4%)     | 92.725 (1,1%)     | 110.864 (0,9%)              | 142.182 (0,9%)              | 174.907 (0,9%)              |
| Koreanen | 30 (<0,1%)        | 72.944 (1,2%)     | 138.453 (1,7%)    | 151.058 (1,3%)              | 163.062 (1,1%)              | 183.140 (0,9%)              |
| Krim-Tataren | n.b.²             | n.b.              | 46.829 (0,6%)     | 135.426 (1,1%)              | 117.559 (0,8%)              | 188.772 (1,0%)              |
| Oejgoeren | 31.941 (0,6%)     | 50.638 (0,8%)     | 19.377 (0,2%)     | 24.039 (0,2%)               | 29.104 (0,2%)               | 35.762 (0,2%)               |
| Oekraïners | 25.804 (0,5%)     | 70.577 (1,1%)     | 87.927 (1,1%)     | 114.979 (1,0%)              | 113.826 (0,7%)              | 153.197 (0,8%)              |
| Oezbeken | 3.475.340 (65,9%) | 4.081.096 (65,1%) | 5.038.273 (62,2%) | 7.733.541 (64,7%)           | 10.569.007 (68,7%)          | 14.142.475 (71,4%)          |
| Russen | 246.521 (4,7%)    | 727.331 (11,6%)   | 1.090.728 (13,5%) | 1.495.556 (12,5%)           | 1.665.658 (10,8%)           | 1.653.478 (8,3%)            |
| Tadzjieken | 967.728 (18,4%)   | 317.560 (5,1%)    | 311.375 (3,8%)    | 457.356 (3,8%)              | 594.627 (3,9%)              | 933.560 (4,7%)              |
| Wolga-Tataren | 28.401 (0,5%)     | 147.157 (2,3%)    | 397.981 (4,9%)    | 442.331 (3,7%)              | 531.205 (3,5%)              | 467.829 (2,4%)              |
| Turken | 21.565 (0,4%)     | 474 (<0,1%)       | 21.269 (0,3%)     | 46.398 (0,4%)               | 48.726 (0,3%)               | 106.302 (0,5%)              |
| Turkmenen | 25.954 (0,5%)     | 46.543 (0,7%)     | 54.804 (0,7%)     | 71.066 (0,6%)               | 92.285 (0,6%)               | 121.578 (0,6%)              |
| Andere | 177.673 (3,4%)    | 108.283 (1,7%)    | 162.160 (2,0%)    | 250.790 (2,1%)              | 242.761 (1,6%)              | 287.895 (1,5%)              |
| Totaal | 5.272.801         | 6.271.269         | 8.105.704         | 11.959.582                  | 15.389.307                  | 19.810.077                  |
| ¹ aan het begin van de 20e eeuw werden Azerbeidzjanen aangeduid als Tataren, moslims, Kaukasische Turken, Kaukasische Tataren of Turken ² aan het begin van de 20e eeuw onder Tataren gerekend |                   |                   |                   |                             |                             |                             |

Over de jaren groeiden verder met name de aantallen Armenen (van ongeveer 15.000 naar ongeveer 50.000), Tsoevasjen (van geen naar ongeveer 10.000), Basjkieren (van ongeveer 800 naar bijna 35.000), Wit-Russen (van ongeveer 3000 naar ongeveer 29.000). Ook woonde er lange tijd een grote groep Duitsers in het gebied, die op haar hoogtepunt bij de volkstelling van 1970 52.419 mensen telde. Bij de eerste volkstelling in 1926 werden ook een aantal grote groepen geregistreerd, die later niet meer apart werden genoemd. Dit waren de Kashgaren (uit regio rond Kashgar) met 4.421 personen (0,1% van het totaal), de Kiptsjakken met 32.784 personen (0,6%) en de Koerama (nomadische stammen uit de Vallei van Fergana) met 50.078 personen (0,9%). De Perzen of Iraniërs werden soms allebei en soms afwisselend geregistreerd (in 1926 allebei, in 1939 en 1959 als Perzen en vanaf 1959 als Perzen). Hun aantal steeg van ongeveer 18.000 naar ongeveer 24.000 bij de laatste volkstelling in 1989.
Sinds de onafhankelijkheid van Oezbekistan zijn met name de aantallen Russen en Duitsers sterk gedaald. Bij de volkstelling van 1998 was het percentage Oezbeken gestegen tot 76%, maar de Karakalpakken worden sinds de onafhankelijkheid ook als Oezbeken geteld. Het percentage Russen was in dat jaar teruggelopen tot 6%. De overige grote minderheden waren de Tadzjieken (4,8%), Kazachen (4%), Tataren (1,6%) en Kirgiezen (1%).

## Lijst van algemeen-secretarissen van deCommunistische Partij van de Oezbeekse SSR
Van de leiders van de Oezbeekse SSR was Sjarov Rasjidov de belangrijkste. Hij bestuurde het gebied gedurende 24 jaar.
- Abdoello Rachimbajev (1923 - 1925) - secretaris van het Oezbeekse revolutionair comité
- Vladimir Ivanov (1925 - 1927)
- Koeprian Kirkizj (1927 - 1929)
- Nikolaj Gikalo (1929) - geëxecuteerd in 1938 tijdens de Grote Zuiveringen
- Isaak Zelenski (1929) - geëxecuteerd in 1941 na het Proces van de Drieëntwintig
- Akmal Ikramov (1929 - 1937) - geëxecuteerd in 1938 na het Proces van de Drieëntwintig
- Dzjoera Tjoerjabekov (1937) - geëxecuteerd in 1938 tijdens de Grote Zuiveringen
- Pjotr Jakovlev (of Pavel Jakovlev (?)) (1937) - interim
- Oesman Joesoepov (1937 - 1950)
- Sirodzj Noeroetdinov (1950)
- Amin Niazov (1950 - 1955)
- Noeritdin Moechitdinov (1955 - 1957)
- Sabyr Kamalov (1957 - 1959)
- Sjarov Rasjidov (1959 – 1983)
- Inamdzjan Oesmanchodzjajev (1983 - 1988)
- Rafik Nisjanov (1988 - 1989)
- Islom Karimov (1989 - 1991; sindsdien president)